# Jan Pałyga
Jan Piotr Pałyga (ur. 9 stycznia 1930 w Gdeszynie, zm. 13 grudnia 2021) – polski ksiądz pallotyn, pisarz, dziennikarz, duszpasterz, rekolekcjonista i egzorcysta.
Święcenia kapłańskie przyjął 11 czerwca 1959 w Ołtarzewie z rąk bp. Zygmunta Choromańskiego. W 1964, uzyskał tytuł magistra historii na KUL-u. W latach 1972–1981 pełnił urząd wiceprowincjała Prowincji Chrystusa Króla księży pallotynów w Polsce. Zainteresowany losem Polaków na Wschodzie został w 1990 r. wybrany przez przełożonych członkiem pallotyńskiej Komisji ds. Katolików na terenach byłego ZSRR. W latach 90. ubiegłego stulecia wspierał rozwój Stowarzyszenia Apostolstwa Katolickiego (księży pallotynów) na Ukrainie, organizując pomoc materialną i duchową dla jej mieszkańców. W latach 1982–1997 był redaktorem naczelnym „Królowej Apostołów”. Obok „Królowej Apostołów”, ks. Jan Pałyga przyczynił się do wznowienia wydawania miesięcznika dla dzieci pt. „Mały Apostoł” oraz dla młodzieży pt. „Być sobą”.

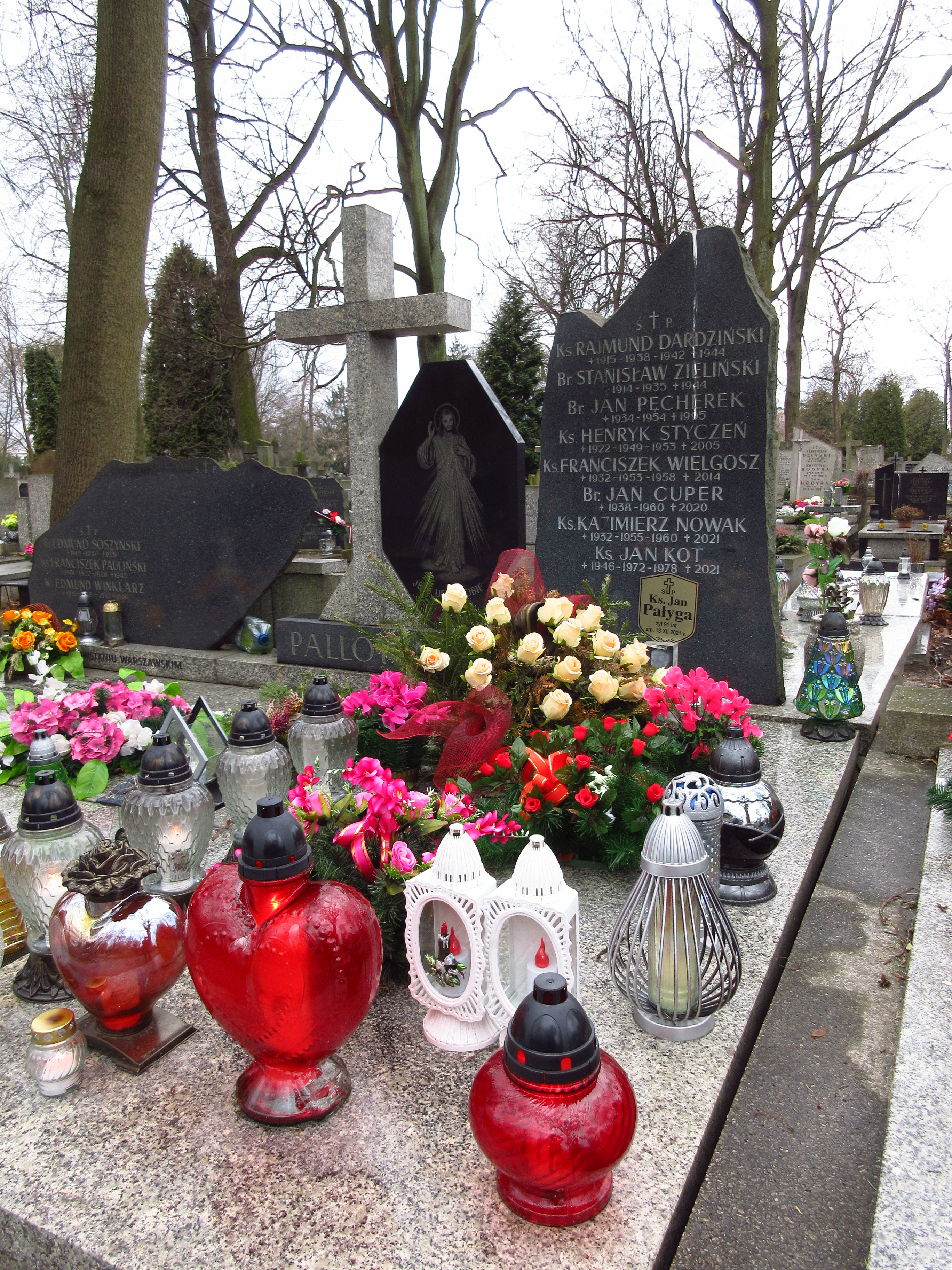
Grób ks. Jana Pałygi na Cmentarzu Bródnowskim.

Działalność wydawniczą ks. J. Pałyga łączył z kulturalno-oświatową. Jest autorem ponad 60 pozycji książkowych, w tym słynnej serii popularyzującej pracę misjonarzy w Afryce i Ameryce Pd. oraz duszpasterzy na Kresach Wschodnich. Autorstwa ks. J. Pałygi jest również szereg książek skierowanych do młodzieży, w których na zasadzie pytań i odpowiedzi autor dotyka najbardziej palących problemów życia religijnego i społecznego w Polsce końca XX w.
Oddzielną kartą w życiorysie ks. J. Pałygi stała się troska o ludzi z szeroko rozumianego „marginesu”. W czasach, gdy był jeszcze duszpasterzem w Gdańsku nawiązał kontakty ze środowiskiem twórców kultury oraz z „niewierzącymi”, dla których następnie organizował spotkania dyskusyjne. W latach 80. objął w Warszawie opieką małżeństwa niesakramentalne, co zainicjowało powstanie „Centrum Pomocy Duchowej” przy ul. Skaryszewskiej 12, w którym szukają pomocy małżeństwa i rodziny w kryzysie („Stowarzyszenie Trudnych Małżeństw – SYCHAR”), osoby uzależnione, osoby opuszczone lub odtrącone przez bliskich, skazane na życie w samotności (tzw. „piąty świat”). Działalność Centrum Pomocy Duchowej wykracza dziś daleko poza granice Warszawy. Warsztaty i spotkania organizowane są na terenie całej Polski oraz poza granicami.
W 2009 za wybitne zasługi w działalności na rzecz osób potrzebujących pomocy został odznaczony Krzyżem Kawalerskim Orderu Odrodzenia Polski. Pochowany w kwaterze pallotyńskiej na cmentarzu Bródnowskim (kwatera 71A-1).

## Publikacje
- Pytania, które należy postawić, Warszawa: Wydział Duszpasterstwa Kurii Metropolitalnej Warszawskiej 1980
- Wiara – niewiara, Poznań-Warszawa: Pallottinum, 1980
- Na misjonarskiej barce, Warszawa: Sekretariat Misyjny SAC, 1982 – biografia ks. Józefa Maślanki
- Życie jest piękne. Pionierska praca polskiego misjonarza w Amazonii, Warszawa: Biuro Misyjne, 1980; wyd. II 1983
- W środku Afryki. Pallotyni polscy w Rwandzie, Poznań-Warszawa: Pallottinum, 1984, ISBN 83-7014-019-X.
- Nie jesteś sam, Poznań-Warszawa: Pallottinum, 1985, ISBN 83-7014-031-9.
- Spotkania w drodze, Poznań-Warszawa: Pallottinum, 1985, ISBN 83-7014-006-8.
- Odpowiadam na pytania, Poznań-Warszawa: Pallottinum, 1986, ISBN 83-7014-041-6; wyd. 2 uzup.: Ząbki: Apostolicum, 1990 ISBN 83-7014-041-6.
- Misjonarz nad Rio Negro, Warszawa-Poznań: Pallottinum, 1988, ISBN 83-7014-072-6.
- Wśród trędowatych, Poznań-Warszawa: Pallottinum, 1988 ISBN 83-7014-073-4.
- Proboszcz niezwykłej parafii. Rozmowy z księdzem Bronisławem Bozowskim, Warszawa: Pallottinum, 1990, ISBN 83-7014-093-9; Wyd. 2 (popr. i uzup.) Ząbki: Apostolicum, 2002, ISBN 83-7031-295-0.
- Pallotyni w Rwandzie i Zairze, Warszawa: Pallottinum, 1991, ISBN 83-7014-074-2.
- Sanktuarium Bolesnej Królowej Polski na Ziemi Świętokrzyskiej, Ząbki: Wyd. Księży Pallotynów, 1991; wyd. 4. poszerzone: Ząbki: Apostolicum, 2001, ISBN 83-7031-035-4.
- Młodzież pyta, Warszawa: Królowa Apostołów, 1991, ISBN 83-86457-20-1.
- U stóp Corcovado, Poznań: Pallottinum, 1991, ISBN 83-7014-073-4.
- Biały, Warszawa: Pallottinum, 1992, ISBN 83-7031-015-X.
- Kagabe, Warszawa: Pallottinum, 1992, ISBN 83-7031-015-X.
- Tylko Bóg, Poznań: Pallottinum, 1992, ISBN 83-7014-175-7 – biografia ks. Michała Kordeckiego
- Kagabe i Roro, Warszawa: Pallottinum, 1993
- Za wschodnią granicą 1917-1993 : o Polakach i Kościele w dawnym ZSRR, Warszawa: Wspólnota Polska-Apostolicum, 1993, ISBN 83-7031-053-2.
- Tu niebo spotkało się z ziemią, Warszawa: Królowa Apostołów, 1994, ISBN 83-7014-211-X.
- Boże gdzie jesteś, Ząbki Apostolicum, 1995, ISBN 83-86457-05-8.
- Bóg, który jest... Alfą i Omegą. Homilie, Ząbki: Apostolicum, 1995, ISBN 83-7031-058-3.
- On wciąż żył..., Ząbki: Apostolicum, 1995, ISBN 83-86457-10-4 – biografia ks. Romana Szczygła
- Golgota, Ząbki: Apostolicum, 1996, ISBN 83-7031-074-5.
- Przykazania Boże, Ząbki: Apostolicum, 1996, ISBN 83-7031-086-9.
- Jak sprzedać kazanie? Jak nawrócić księdza proboszcza?, Ząbki: Apostolicum 1996, ISBN 83-7031-072-9.
- Łagry za Fatimę, Ząbki: Apostolicum, 1997, ISBN 83-7031-090-7 – wywiad-rzeka z ks. Józefem Świdnickim
- Człowiek wiary głębokiej, Ząbki: Apostolicum, 1997, ISBN 83-7031-119-9 – biografia Stanisława Kasznicy
- Autoportret Jezusa, kazanie na Górze, Warszawa: Wyd. Archidiecezji Warszawskiej, 1997, ISBN 83-85706-34-8.
- Rwanda – czas apokalipsy, czas nadziei, Ząbki: Apostolicum, 1998, ISBN 83-7031-122-9.
- Wyprzedził swój czas, Ząbki: Apostolicum, 2001, ISBN 83-7031-280-2.
- Być księdzem, Warszawa: Platin, 2002, ISBN 83-912808-1-0.
- Los afrykańskich chrześcijan w XX wieku, Warszawa: Platin, 2002, ISBN 83-912808-2-9.
- Niesakramentalni. Duszpasterstwo rozwiedzionych żyjących w nowych związkach, Częstochowa: Edycja Świętego Pawła, 2003, ISBN 83-7168-727-3.
- Upadek i nadzieja: twarze ludzkiej niedoli, Ząbki: Apostolicum, 2003, ISBN 83-7031-337-X.
- Pytania o Chrystusa, Ząbki: Apostolicum, 2004, ISBN 83-7031-411-2.
- W kierunku przyszłości, Ząbki: Apostolicum, 2004, ISBN 83-7031-412-0.
- Rozwiedzeni do rozwiedzionych: (rekolekcje adwentowe 2003), Ząbki: Apostolicum, 2004, ISBN 83-7031-419-8.
- Ks. Marcin Popiel w oczach ludzi, Ząbki: Apostolicum 2005, ISBN 83-7031-492-9 – opr. biograficzne o ks. Marcinie Popielu
- Powrót do korzeni. Pallotyni i pallotynki na Ukrainie i Białorusi, Ząbki: Apostolicum, 2005, ISBN 83-7031-488-0.
- Być pallotynem, Ząbki: Apostolicum, 2006, ISBN 83-7031-411-2.
- Bóg, ludzie i ja, Ząbki: Apostolicum, 2007, ISBN 978-83-7031-585-6.
- Gorzki smak kolumbijskiej kawy, Ząbki: Apostolicum, 2007, ISBN 978-83-7031-640-2.
- Bóg, świat i cała reszta, Ząbki: Apostolicum, 2009, ISBN 978-83-7031-585-6.
- Moi grzesznicy, Warszawa: Wydawnictwo Pastoralne, 2009, ISBN 978-83-89504-94-4.
- Kryzys powołania, Warszawa: Wydawnictwo Pastoralne, 2010, ISBN 978-83-62036-21-9.
- W świecie Boga, Poznań: Pallottinum, 2010, ISBN 978-83-7014-648-1.

Liczne artykuły m.in. w: „Królowej Apostołów”, „Naszej Rodzinie”, „Communio”, „Tygodniku Powszechnym”, „Naszym Prądzie”.
Jan Pałyga publikował także pod pseudonimami: ks. Piotr, ks. Jerzy Bohun i Piotr Wiejski.
Zmarł 13 grudnia 2021.